# Молле, Клод
Клод Молле́ (фр. Claude Mollet; родился в 1563 году, Париж, Франция — умер в 1650 году, там же) — главный садовник (фр. premier jardinier du Roy) трёх французских королей — Генриха IV, Людовика XIII и молодого Людовика XIV. Представитель семейства Молле, знаменитой французской династии садоводов XVII века.

## Биография
Его отцом был Жак Молле (фр. Jacques Mollet) — садовник в шато Ане, на участках которого была предпринята успешная попытка организовать во Франции итальянский сад регулярного стиля и где обучался Клод, а его сын, Андре Молле, перенёс французский парковый стиль в Голландию, Швецию и Англию.
Оливье де Серр в своих гравюрах на дереве Le Théâtre d'agriculture et mesnage des champs (Париж, 1600), посвящённых Генриху IV, использовал планы королевских садов, выполненные его товарищем Клодом Молле.
Благодаря Серру, Молле обслуживал два лесопитомника в западном предместье Парижа того времени — Фобур Сент-Оноре. Считается, что он впервые стал использовать самшит для обрамления своих партерных садовых рисунков, разделяя их дорожками, посыпанными гравием, шириной 1,8 метра.
В труде Молле «Théâtre des plans et jardinages…» содержится автобиографическая информация; эта работа была опубликована в 1652 году его сыном уже после смерти Клода Молле. Рукописный экземпляр был написан задолго до этого, примерно в 1613—15 годах, и перерабатывался с годами. Искусная каллиграфическая копия находится в Думбартон-Окс; её раздел посвящён Людовику XIII и написан вскоре после смерти короля в 1643 году. В этом труде он признает влияние на своё творчество Этьена Дюпера, архитектора, работавшего над Сен-Жерменским дворцом. Молле утверждает, что Генрих IV в 1595 году поручил ему распланировать террасы в новом шато в Сен-Жермен-ан-Ле, и позже в парке Фонтенбло, в шато Монсо, а также в парке Тюильри, за который он отвечал много лет совместно с Жаном Лёнотром (отцом знаменитого ландшафтного архитектора Андре Лёнотра) и где центральная ось парка, которую он воссоздал после бесчинств, устроенных солдатами в 1593 году, позже была продлена на запад, формируя историческую ось Парижа.
В 1639 году Людовик XIII поручает Клоду Молле переработать сады Версаля, вскоре после завершения там работ Жаком Бойсо.